# Boris Rajewsky

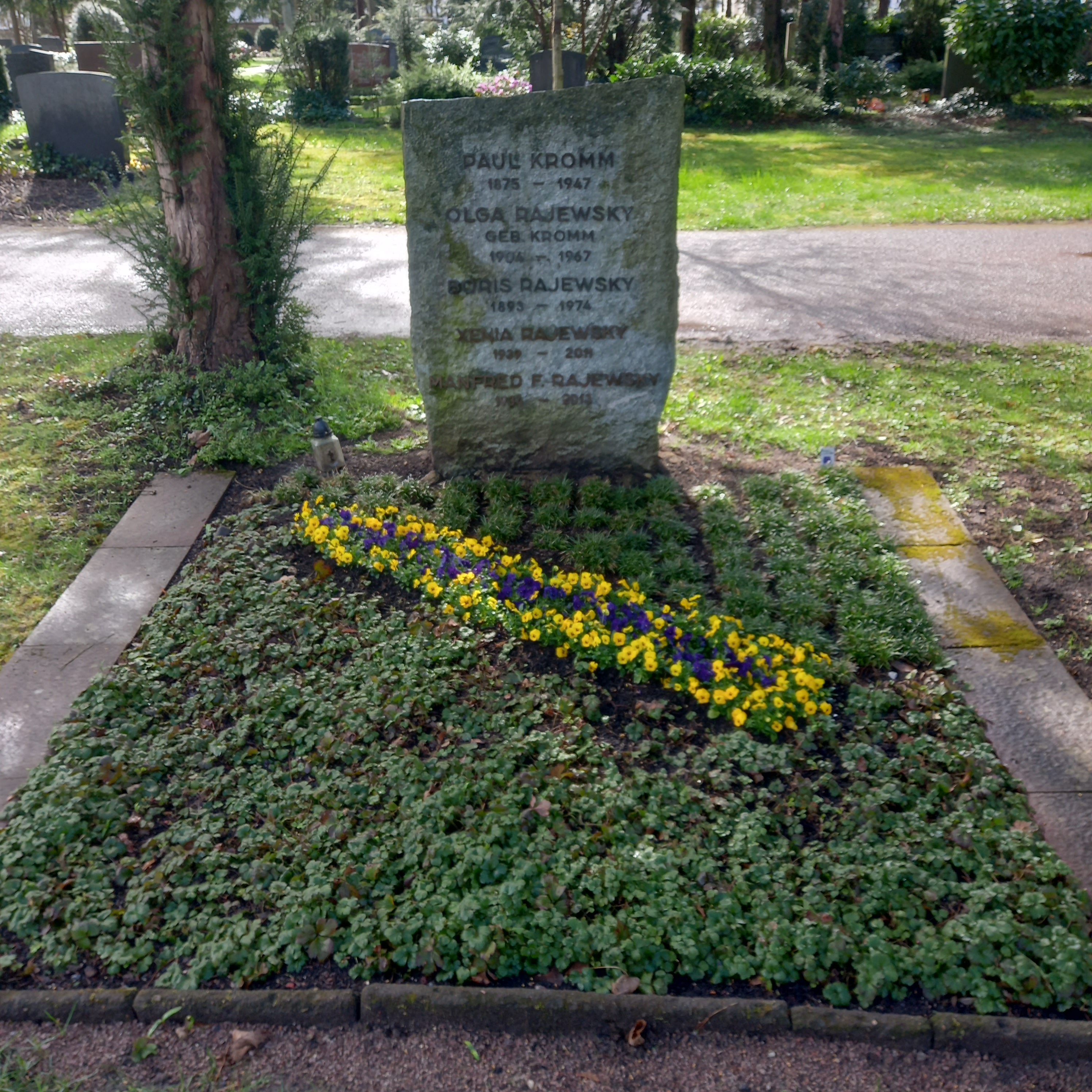
Das Grab von Boris Rajewsky und seiner Ehefrau Olga geborene Kromm im Familiengrab auf dem Südfriedhof (Frankfurt am Main)

Boris Rajewsky (auch Boris Rajewski, ukrainisch Борис Миколайович Раєвський; * 19. Juli 1893 in Tschigirin, Gouvernement Kiew, Russisches Kaiserreich, heute Ukraine; † 22. November 1974 in Frankfurt am Main) war ein bekannter deutscher Biophysiker und Strahlenforscher ukrainischer Herkunft.

## Leben
Boris Rajewsky, Sohn einer russischen Adelsfamilie, studierte von 1912 bis 1917 Physik an der Kaiserlichen St.-Wladimir-Universität zu Kiew, an der er 1918 mit der Arbeit „Die Dispersion elektrischer Wellen in flüssigen Dielektrika“ promoviert wurde. Nach einer Zeit als Assistent am Physikalischen Institut der Universität Kiew und kurzer Arbeit als Physiklehrer in Ungarn siedelte er 1922 nach Deutschland über. Er erhielt 1927 die deutsche Staatsbürgerschaft. Er wurde als Assistent von Friedrich Dessauer an der Universität Frankfurt am Main 1929 zum „Dr. phil. nat.“ promoviert und noch im selben Jahr wurde ihm die Lehrberechtigung als Privatdozent übertragen.
1934 übernahm er im Einverständnis mit Dessauer die Leitung von dessen „Institut für physikalische Grundlagen der Medizin“. Dessauer wurde von den Nationalsozialisten aufgrund seines sozialpolitischen Engagements all seiner Ämter enthoben und verhaftet; daher sah sich Dessauer gezwungen, zu emigrieren. Kurz darauf wurde Rajewsky zum ordentlichen Professor ernannt. 1937 wurde Rajewskys Institut in ein „Kaiser-Wilhelm-Institut für Biophysik“ umgewidmet, das nun aus der Universität Frankfurt ausgegliedert und der Kaiser-Wilhelm-Gesellschaft einverleibt wurde. 1933 trat Rajewsky der SA, am 25. Juni 1937 beantragte er die Aufnahme in die NSDAP und wurde rückwirkend zum 1. Mai desselben Jahres aufgenommen (Mitgliedsnummer 4.376.688), 1939 schloss er sich auch dem NS-Dozentenbund an. Anschließend arbeitete er mit dem Kaiser-Wilhelm-Institut für Hirnforschung bei strahlengenetischen Experimenten zusammen. 1943 wurde er Prorektor der Universität Frankfurt.
Nach dem Ende des Zweiten Weltkriegs wurde er vom 15. Juli 1945 bis März 1946 von den Amerikanern interniert. Danach arbeitete er als kommissarischer Leiter des Universitäts-Röntgeninstituts. Von 1946 an war er Vorsitzender im wissenschaftlichen Rat der Max-Planck-Gesellschaft und darin Vorsitzender der medizinisch-biologischen Sektion. Von 1949 bis 1951 war er Rektor, dann bis 1954 Prorektor der Universität Frankfurt.
1955 wurde er Berater der Deutschen Atomkommission, 1956 Vorsitzender des Sonderausschusses Radioaktivität. 1969 hielt er ein Symposium, in dem über Experimente zur Wirkung kosmischer Strahlung auf Lebewesen nachgedacht wurde. 1961 stellte er sich im Jahrbuch der Max-Planck-Gesellschaft als „Gegner und Opfer des Nationalsozialismus“ dar. 1966 emeritierte er vom Max-Planck-Institut für Biophysik und er starb 1974 in Frankfurt an Darmkrebs. Sein Grab befindet sich auf dem Frankfurter Südfriedhof, Gewann E 307.
Boris Rajewsky hatte zwei Söhne, Manfred und Klaus, und die Tochter Xenia. Der Biotechnologe Manfred Fedor Rajewsky (1934–2013) war Professor an der Universität Essen. Der Immunologe Klaus Rajewsky lehrte an der Universität zu Köln und der Harvard University, bevor er 2011 ans Berliner Max-Delbrück-Centrum ging, wo sein Sohn, der Bioinformatiker Nikolaus Rajewsky, seit 2006 als Nachfolger von Jens Reich arbeitet. Die Tochter Xenia ist Autorin und Übersetzerin mehrerer Bücher.

## Forschung
- 1926 forscht Rajewsky über die Wirkung von starker Strahlung auf Lebewesen.
- In seiner Habilitation untersucht er die Wirkung von Strahlen auf Eiweiß.
- Entwicklung eines für die damalige Zeit recht empfindlichen Photomultiplier für UV-Strahlen
- Rajewsky widerlegt die von Alexander Gurwitsch entdeckte biophotonische Strahlung als Ursache der Morphogenese von Lebewesen.
- 1936 Erforschung der Wirkung von Ultrakurzwellen auf Menschen
- Toxikologische Wirkungsforschung mit Radium
- strahlentherapeutische Versuche gegen Krebs
- 1957 wird auf Betreiben von Rajewsky und anderen ein Betatron-Beschleuniger gebaut.
- Initiiert Forschungsarbeiten über die Rolle Freier Radikale bei der Krebsentstehung

## Auszeichnungen
- Ehrendoktorate der Universitäten in Berlin, Gießen, Hannover, Innsbruck, Neapel und Turin
- Mitglied der Wissenschaftlichen Gesellschaft an der Johann Wolfgang Goethe-Universität in Frankfurt am Main (von 1955 bis 1970 ihr Präsident)
- Fakultätsmedaille der Naturwissenschaftlichen Fakultät der Johann Wolfgang Goethe-Universität
- Goldene Medaille der Universität Rom
- 1943 Mitglied in der Deutschen Akademie der Naturforscher Leopoldina
- 1951 Goetheplakette der Stadt Frankfurt am Main
- 1953 Großes Verdienstkreuz der Bundesrepublik Deutschland
- 1958 Goethe-Plakette des Landes Hessen
- 1958 Röntgen-Plakette
- 1959 Academia Medica in Rom
- 1962 Sigillum Magnum der Universität Bologna
- 1963 Großes Verdienstkreuz mit Stern der Bundesrepublik Deutschland
- 1970 Lenin-Medaille in Gold